# Näckrosdammen, Göteborg

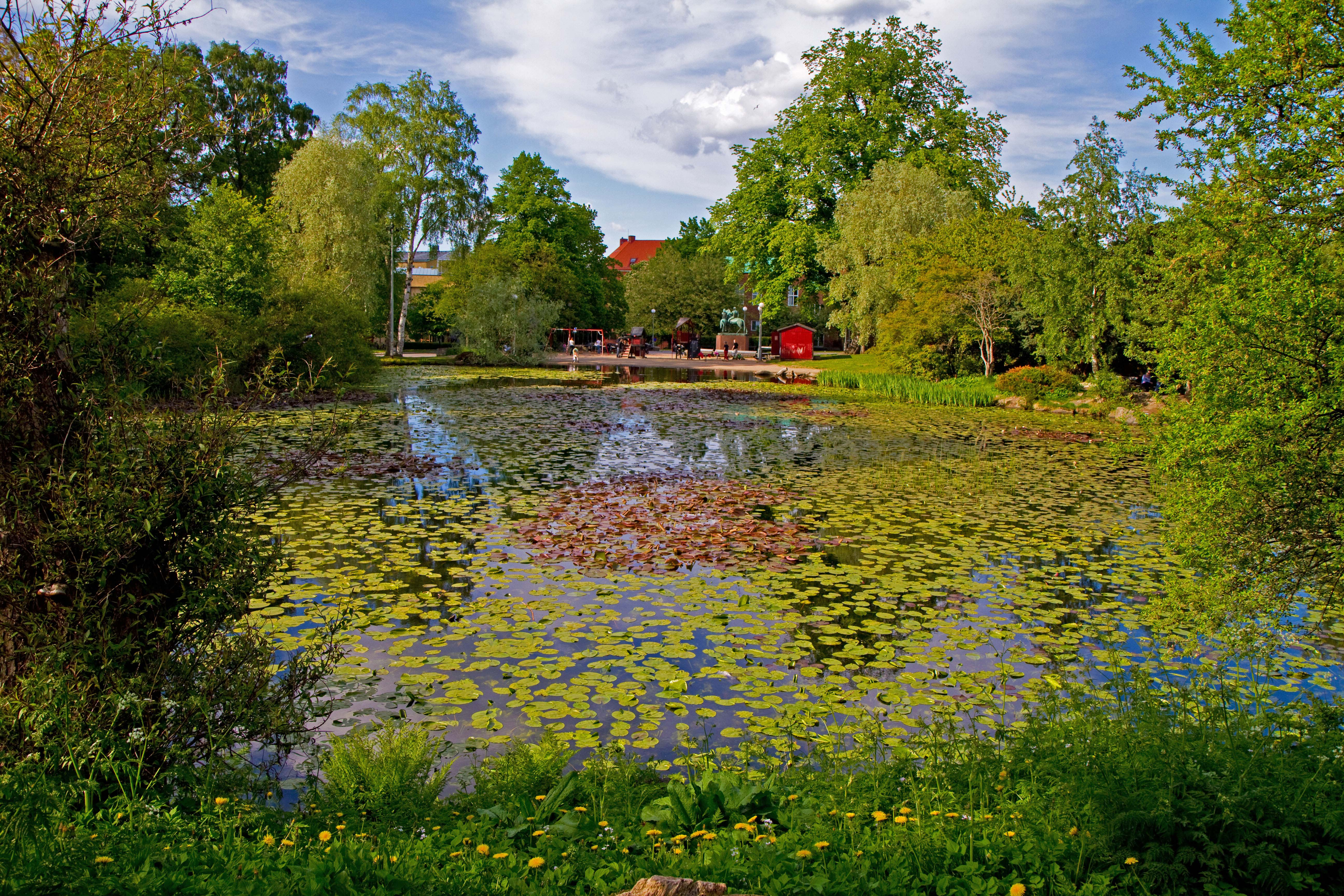
Näckrosdammen en vårdag 2010. Utsikt mot lekplatsen

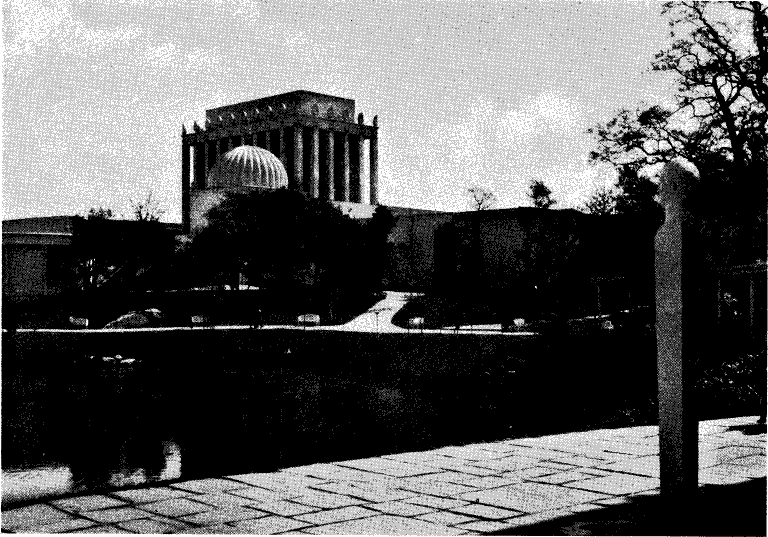
Näckrosdammen framför Minneshallen vid Göteborgsutställningen 1923

Näckrosdammen i Göteborg är en damm i det som egentligen heter Renströmsparken bakom (sydöst om) Konstmuseet, ovanför Götaplatsen. I dagligt tal kallas hela parken för Näckrosdammen.

## Historia
Näckrosdammen anlades till Jubileumsutställningen i Göteborg 1923. Parkens yta är ca 1,3 ha. Platsen används ibland för utomhuskonserter och utomhusbio. Vid själva dammen finns en lekplats, och en ideell förening har vid lekplatsen en leksaksbod som är tillgänglig för föreningens medlemmar. Parken i sig består av ett antal äldre planterade träd, rhododendronbuskar och där finns också parkbänkar och ett par minnesstatyer. I dammen växer näckrosor. 
Näckrosdammen är omnämnd i Nationalteaterns Bängen trålar och i Annika Thors ungdomsroman Näckrosdammen.

## Konstverk
I parken finns ett flertal konstverk och statyer.
- Gustav III:s byst står sedan 1926 i parken, och var en gåva till Göteborg av USA.